# Бомон-сюр-Уаз (графство)
Графство Бомон-сюр-Уаз (фр. Comté de Beaumont-sur-Oise) — феодальное владение на севере Иль-де-Франса, существовавшее в XI—XVIII веках.

Графство Бомон на карте Франции 12 века

## История графства
Располагалось на территории нынешних департаментов Валь-д'Уаз и Уаза, между Бове на севере, Вексеном на западе, графством Валуа на востоке и Парижем на юге. Было образовано при первых Капетингах; в источниках впервые упоминается в 1022 году. Предположительно, его возникновение связано с созданием графства Бове, которое в 1013 году было передано Эдом II де Блуа епископу Бове в обмен на графство Сансер.
Фьефы, из которых состояло графство Бомон, зависели от епископа Бове, аббата Сен-Дени, епископа Парижского и напрямую от французской короны.
В XII—XIII веках принадлежало династии графов, именуемой в литературе домом де Бомон-сюр-Уаз. Двоюродный племянник последнего представителя прямой линии дома, Тибо де Бомон, продал графство Филиппу II Августу в 1223 году.
В 1284 году Филипп III Смелый передал графство Бомон-сюр-Уаз в апанаж своему сыну Луи д'Эврё.
По Мантскому договору 22 февраля 1353 года внук Луи Карл II Злой, король Наварры, возвращал французской короне графство и города Бомон-сюр-Уаз, Понтуаз и Аньер, в обмен на графство Бомон-ле-Роже. 5 марта 1353 года король Иоанн Добрый передал графство и город Аньер своему брату Филиппу, герцогу Орлеанскому. Тот умер бездетным в 1375 году, и Бомон-сюр-Уаз вошел в состав вдовьей доли его жены Бланки Французской, дочери Карла IV.
После её смерти графство перешло к брату Карла V Людовику Орлеанскому, вместе с графством Валуа, за исключением Креси и Гурне. Когда Орлеанская ветвь дома Валуа заняла французский престол в лице Людовика XII, графство Бомон-сюр-Уаз было присоединено к владениям короны.
В период английской оккупации в 1431 году король Генрих VI пожаловал графство Роберту Уиллоуби.
В 1527 году Франциск I пообещал графство коннетаблю Анну де Монморанси, взамен суммы в 40 тысяч экю, которая ранее была обещана за его вступление в брак с Мадлен Савойской, дочерью Рене, бастарда Савойского, графа де Тенда, и которую казна не могла выплатить из-за недостатка средств. Король Генрих II в начале своего правления подтвердил обещание, и графство пребывало в состоянии обещанного владения до 1570 года, когда было включено в апанаж, выделенный Карлом IX своему брату Франсуа Алансонскому. Чтобы вступить во владение, принц должен был выплатить вдове коннетабля 24 тысячи экю, согласно контракту, заключенному в марте 1574 года. В декабре 1578 года герцог Алансонский, все ещё не располагавший требуемой суммой, заключил новый контракт, теперь уже с Пьером Клоссом, сьером де Маршомоном, к которому перешли права на владение.
В 1622 году графство было куплено Антуанеттой де Понс, маркизой де Гершвиль, приближенной королевы Марии Медичи, за 33 тысячи ливров. В 1632 году его унаследовал её сын Роже де Плесси-Лианкур.
В 1644—1657 годах графство принадлежало маршалу Филиппу де Ламот-Уданкуру; в 1705 году его вдова Луиза де При, герцогиня де Кардона продала Бомон-сюр-Уаз принцу Франсуа-Луи де Конти.

## Графы де Бомон-сюр-Уаз

### Дом де Бомон-сюр-Уаз
- до 1022—1059 — Ив I де Бомон (ум. 1059)
- 1059—1068/1070 — Жоффруа де Бомон (ум. 1068/1070)
- 1068/1070 — 1083/1086 — Ив II де Бомон (ум. 1083/1086)
- 1083/1086 — 1155 — Матье I де Бомон (1070/1073 — 1155)
- 1155—1174 — Матье II де Бомон (ум. 1174)
- 1174—1208 — Матье III де Бомон (ум. 1208)
- 1208—1222 — Жан де Бомон (ум. 1222)
- 1222—1223 — Тибо де Бомон

### Дом д’Эврё
- 1284—1319 — Луи д'Эврё (1276—1319)
- 1319—1343 — Филипп д’Эврё (1306—1343)
- 1343—1353 — Карл II Наваррский (1332—1387)

…
- 1353—1375 — Филипп Орлеанский (1336—1375)
- 1375—1393 — Бланка Французская (1328—1393)

### Орлеанский дом
- 1393—1407 — Людовик I Орлеанский (1372—1407)
- 1407—1465 — Карл Орлеанский (1394—1465)
- 1465—1498 — Людовик II Орлеанский (1462—1515), с 1498 — Людовик XII, король Франции

…
- 1622—1632 — Антуанетта де Понс, маркиза де Гершвиль (ок. 1560—1632)
- 1632—1644 — Роже де Плесси, герцог де Лианкур (1598—1674)
- 1644—1657 — Филипп де Ламот-Уданкур (1605—1657)
- 1657—1705 — Луиза де При, герцогиня де Кардона (1624—1709)

### Дом де Конти
- 1705—1709 — Франсуа-Луи де Бурбон, принц де Конти (1664—1709)
- 1709—1727 — Луи Арман II де Бурбон, принц де Конти (1695—1727)
- 1727—1776 — Луи Франсуа де Бурбон, принц де Конти (1717—1776)
- 1776—1814 — Луи Франсуа Жозеф де Бурбон, принц де Конти (1734—1814)